# Lusófonos no Tour de France

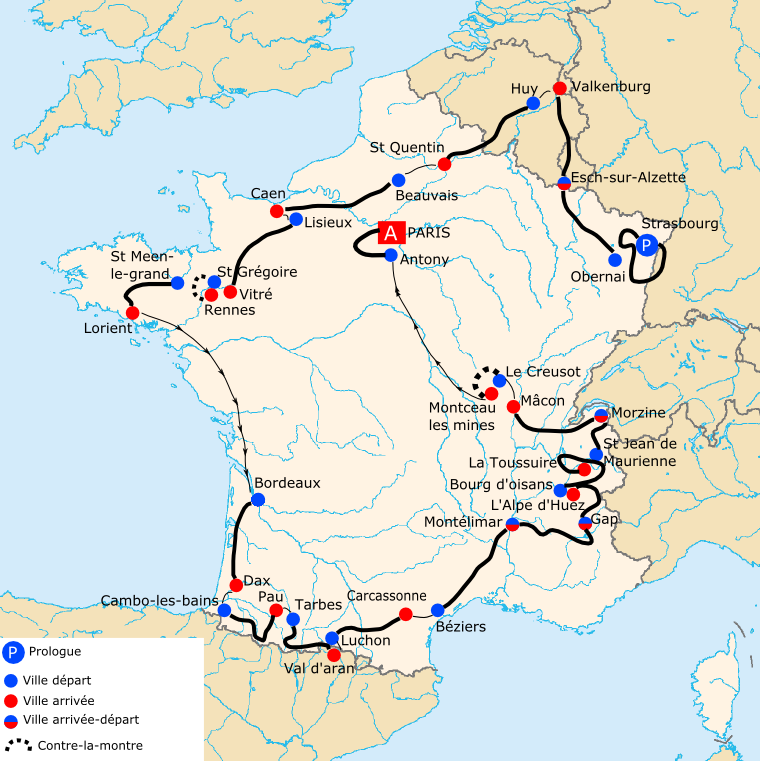
Mapa com a rota do Tour de França de 2006.

O ciclismo é um desporto com tradição e popularidade em Portugal e alguma relativa expressão no Brasil. Isso tem-se reflectido no número de participações lusófonas, em geral com resultados modestos.
Apesar disto, alguns corredores Portugueses conseguiram protagonismo na rainha das provas de ciclismo. Entre eles Joaquim Agostinho (com dois terceiros lugares e mais seis classificações nos primeiros dez na geral individual final), José Azevedo, Acácio da Silva (o único que foi camisola amarela durante algumas etapas), Paulo Ferreira, Sérgio Paulinho (vencedor na classificação geral por equipas final) e Rui Costa.
Em 2006, José Azevedo envergou o prestigioso dorsal 1. O número 1 é normalmente reservado ao vencedor do Tour no ano precedente. O vencedor em 2005, Lance Armstrong, antigo colega de equipa de Azevedo, não participou no Tour de 2006, passando assim o número para Azevedo. O diretor da equipa revelaria, contudo, que na Discovery channel o número da dorsal teria sido atribuído por ordem alfabética, embora fosse óbvia a aposta, falhada é certo, em levar Azevedo à luta pela vitória no Tour.
Ao nível de equipas Portuguesas, de salientar ainda a participação do Sporting Clube de Portugal em duas edições da prova:
- 1975: Sporting/Sotto Mayor/Lejeune

Esta equipa era constituída por 10 ciclistas (6 Portugueses e 4 Franceses), dos quais quais se destaca Joaquim Agostinho como chefe-de-fila e que foi o melhor classificado na geral individual (15º). Na classificação por equipas ficaria em 9º lugar entre 13 equipas.
- 1984: Sporting/Raposeira

Constituída por 10 ciclistas (7 Portugueses e 3 Franceses), com Marco Chagas como chefe-de-fila. A equipa obteria uma vitória individual na 5a etapa por intermédio de Paulo Ferreira.

## Portugueses noTour
- Alves Barbosa - 4 participações:
  - 1956 - 10°
  - 1957 - Desistiu.
  - 1958 - 76°
  - 1960 - 65°

- Ribeiro da Silva - 1 participação:
  - 1957 - 25°

- Antonino Baptista - 3 participações:
  - 1958 - Desistiu.
  - 1959 - Desistiu.
  - 1960 - Desistiu.

- José Sousa Cardoso - 1 participação:
  - 1959 - Desistiu.

- Joaquim Agostinho - 13 participações:
  - 1969 -  8°; vencedor de 2 etapas: 5ª entre Nancy e Mulhouse e a 14ª entre La Grande-Motte e Revel.
  - 1970 - 14°
  - 1971 -  5°
  - 1972 -  8°
  - 1973 -  8°; vencedor de 1 etapa: 16B - contra-relógio individual - entre Bordeaux e Bordeaux.
  - 1974 -  6°
  - 1975 - 15°
  - 1977 - 13º
  - 1978 -  3°
  - 1979 -  3°; vencedor de 1 etapa: 17ª entre Les Menuires e Alpe d'Huez.
  - 1980 -  5º
  - 1981 - Desistiu.
  - 1983 - 11°

- António Martos - 5 participações:
  - 1971 - 13°
  - 1973 - 15°
  - 1974 - 40°
  - 1975 - Desistiu.
  - 1976 - 25°

- Joaquim Andrade - 2 participações:
  - 1972 - Desistiu.
  - 1973 - 64°

- Fernando Mendes - 4 participações:
  - 1972 - Desistiu.
  - 1973 - 18°
  - 1975 - Desistiu.
  - 1977 - 27°

- Herculano de Oliveira - 2 participações:
  - 1973 - 45°
  - 1974 - Desistiu.

- José Martins - 4 participações:
  - 1973 - 33°
  - 1976 - 12°
  - 1977 - 16°
  - 1978 - 22°

- Fernando Ferreira - 1 participação:
  - 1975 - 61°

- José Amaro - 1 participação:
  - 1975 - 83°

- Firmino Bernardino - 1 participação:
  - 1975 - Desistiu.

- Joaquim Carvalho - 1 participação:
  - 1975 - Desistiu.

- Manuel Silva - 1 participação:
  - 1975 - Desistiu.

- Marco Chagas- 2 participações:
  - 1980 - 41°
  - 1984 - 77°

- Manuel Zeferino - 1 participação:
  - 1984 - 94°

- Eduardo Correia - 1 participação:
  - 1984 - 118°

- José Xavier - 1 participação:
  - 1984 - 119°

- Carlos Marta - 1 participação:
  - 1984 - 122°

- Paulo Ferreira - 1 participação:
  - 1984 - Desistiu; vencedor de 1 etapa: 5ª entre Béthune e Cergy-Pontoise.

- Benedito Ferreira - 1 participação:
  - 1984 - Desistiu.

- Acácio da Silva - 6 participações:
  - 1986 - 82°
  - 1987 - 64°; vencedor de 1 etapa: 3ª entre Karlsruhe e Stuttgart.
  - 1988 - 92°; vencedor de 1 etapa: 4ª entre Le Mans e Evreux.
  - 1989 - 84°; vencedor de 1 etapa: 1ª entre Luxembourg e Luxembourg; foi durante 4 dias camisola amarela 
  - 1990 - 108°
  - 1992 - 61°

- Orlando Rodrigues - 4 participações:
  - 1996 - 69°
  - 1997 - 113°
  - 1998 - 167°
  - 2000 - 120°

- José Azevedo - 5 participações:
  - 2002 - ONCE-Eroski -  6°; vencedor de 1 etapa: 4ª - contra-relógio por equipas na ONCE-Eroski - entre Epernay e Château-Thierry.
  - 2003 - ONCE-Eroski - 26°
  - 2004 - US Postal - Berry Floor -  5°; vencedor de 1 etapa: 4ª - contra-relógio por equipas na US Postal - entre Cambrai e Arras.
  - 2005 - Discovery Channel - 30º; vencedor de 1 etapa: 4ª - contra-relógio por equipas na Discovery Channel - entre Tours e Blois.
  - 2006 - Discovery Channel - 19º; envergou o dorsal nº 1.

- Sérgio Paulinho - 7 participações:
  - 2007 - Discovery Channel - 65º; vencedor da Classificaçao por Equipas na Discovery Channel
  - 2009 - Astana - 35°
  - 2010 - Radio Shack - 46°; vencedor de 1 etapa: 10ª entre Chambéry e Gap.
  - 2011 - Radio Shack - 81°
  - 2012 - Saxo-Tinkoff - 50°
  - 2013 - Saxo-Tinkoff - 136º; vencedor da Classificaçao por Equipas na Team Saxo-Tinkoff.
  - 2014 - Saxo-Tinkoff - 89º

- Rui Costa - 8 participações:
  - 2009 - Caisse d'Epargne - Desistiu.
  - 2010 - Caisse d'Epargne - 73°
  - 2011 - Movistar Team - 90°; vencedor de 1 etapa: 8ª entre Saint-Gaudens e Plateau de Beille.
  - 2012 - Movistar Team - 18º
  - 2013 - Movistar Team - 27º; vencedor de 2 etapas: 16ª entre Vaison-la-Romaine e Gap e a 19ª entre Bourg-d'Oisans e Le Grand-Bornand; vencedor do Prémio da Combatividade na 16ª etapa.
  - 2014 - Lampre-Mérida - Desistiu (etapa 16)
  - 2015 - Lampre-Mérida - Desistiu (etapa 11)
  - 2016 - Lampre-Mérida - 49º; vencedor do prémio da combatividade na 19ª etapa entre Albertville e Saint-Gervais Mont Blanc
  - 2019 - UAE Emirates - 53º

- Manuel Cardoso - 1 participação:
  - 2010 - Footon-Servetto - Desistiu.

- Nélson Oliveira - 4 participações:
  - 2014 - Lampre-Mérida - 87º
  - 2015 - Lampre-Mérida - 47º
  - 2016 - Movistar Team - 80º
  - 2019 - Movistar Team - 79º
  - 2020 - Movistar Team - 55º

- Tiago Machado - 2 participações:
  - 2014 - Netapp-Endura - 72º
  - 2015 - Katusha - 72º

- José Mendes - 2 participações:
  - 2014 - Netapp-Endura - 124º
  - 2015 - Bora-Argon 18 - 140º

## Brasileiros noTour
- Renan Ferraro:
  - 1986 - Desistiu.

- Mauro Ribeiro:
  - 1991 - 47°; vencedor de 1 etapa: 9a entre Alençon e Rennes.

- Wanderley Magalhães:
  - 1994 - Desistiu.

- Luciano Pagliarini:
  - 2002 - 185°
  - 2005 - Desistiu.

- Murilo Fischer
  - 2007 - 101º
  - 2008 - 76º
  - 2013 - 133º